# Erice
 Erice (szicíliaiul Èrici vagy  u Munti) város a szicíliai Trapani megyében, Olaszországban.

## Elhelyezkedése
Erice az azonos nevű Erice hegy tetején helyezkedik el, a tengerszint fölött körülbelül 750 m-rel, rálátással Trapanira, az alacsony nyugati part felé pedig Marsala városának irányába. Északkeleten a Punta Del Saraceno és Capo San Vito látható, miközben az Egadi-szigetek Szicília északnyugati partja felé szép látványt nyújt.
A vele szomszédos települések: Buseto Palizzolo, Paceco, Trapani, Valderice és Custonaci. A közeli falvak (frazioni) Ballata, Casa Santa, Crocefissello, Napola, Pizzolungo, Rigaletta, San Cusumano és Torretta.

## Történelme
Erice ősi neve görögül Erüksz (Έρυξ) volt, alapítását a névadó görög hőssel, Erüksszel társították. A karthágóiak az első pun háborúban lerombolták, fontossága attól fogva csökkent. Neve a római hódítás után latin írásmóddal Eryx lett.
Eryxöt 831-ben meghódították az Aglabidák és átkeresztelték Dzsebel Hamidnak („Hamid hegye”). A normann hódításig az arabok uralták. Nevét 1167-ben a normannok Monte San Giulianóra változtatták, 1934-ig ezen a néven ismerték.
A város északkeleti részén megmaradtak az ősi elímiai és föníciai falak, melyek jelzik az ókori település és benépesülésének különböző szakaszait. Két vár maradt meg a városban: Pepoli vára a szaracénok idejéből, valamint a Vénusz-vár a normannok korából, ami az ókori Vénusz templomra épült, ahol Vénusz Ericinát imádták. A legenda szerint a templomot a trójai hős Aineiasz, Ankhiszész és az istennő Aphrodité fia alapította. Jól ismerték a mediterrán térségben, egy fontos kultuszt ünnepeltek itt. Az „Állatok természetéről” szóló könyvében Aelianus azt írja, hogy az állatok, melyeket áldozatnak kiválasztottak, önként sétáltak fel az oltárhoz, hogy megöljék őket.
A sikló (Funivia) Trapani szélétől Erice városáig vezet. A felvonó január közepétől március közepéig zárva tart. 2017-ben egy erdőtűz miatt bezárták, majd újjáépítését követően 2018 júniusában nyitották meg újra.

## Látnivalók
- a Kr. e 8-7. századból származó városfalak
- a dóm
- normann kastély, más néven Vénusz kastélya, 12. század – a római kori Vénusz-templom romjain
- a Balio - kert
- a Pepoli-kastély (19. század)
- San Giovanni Battista templom
- a spanyol negyed

## Kultúra
Erice ad otthont az Ettore Majorana központban tartott tudományos üléseknek, amit a vitatott asztrofizikus, Antonino Zichichi szervez. Továbbá évente megszervezésre kerül egy workshop a molekuláris gasztronómiáról.

## Galéria

Erice község Trapani megye térképén

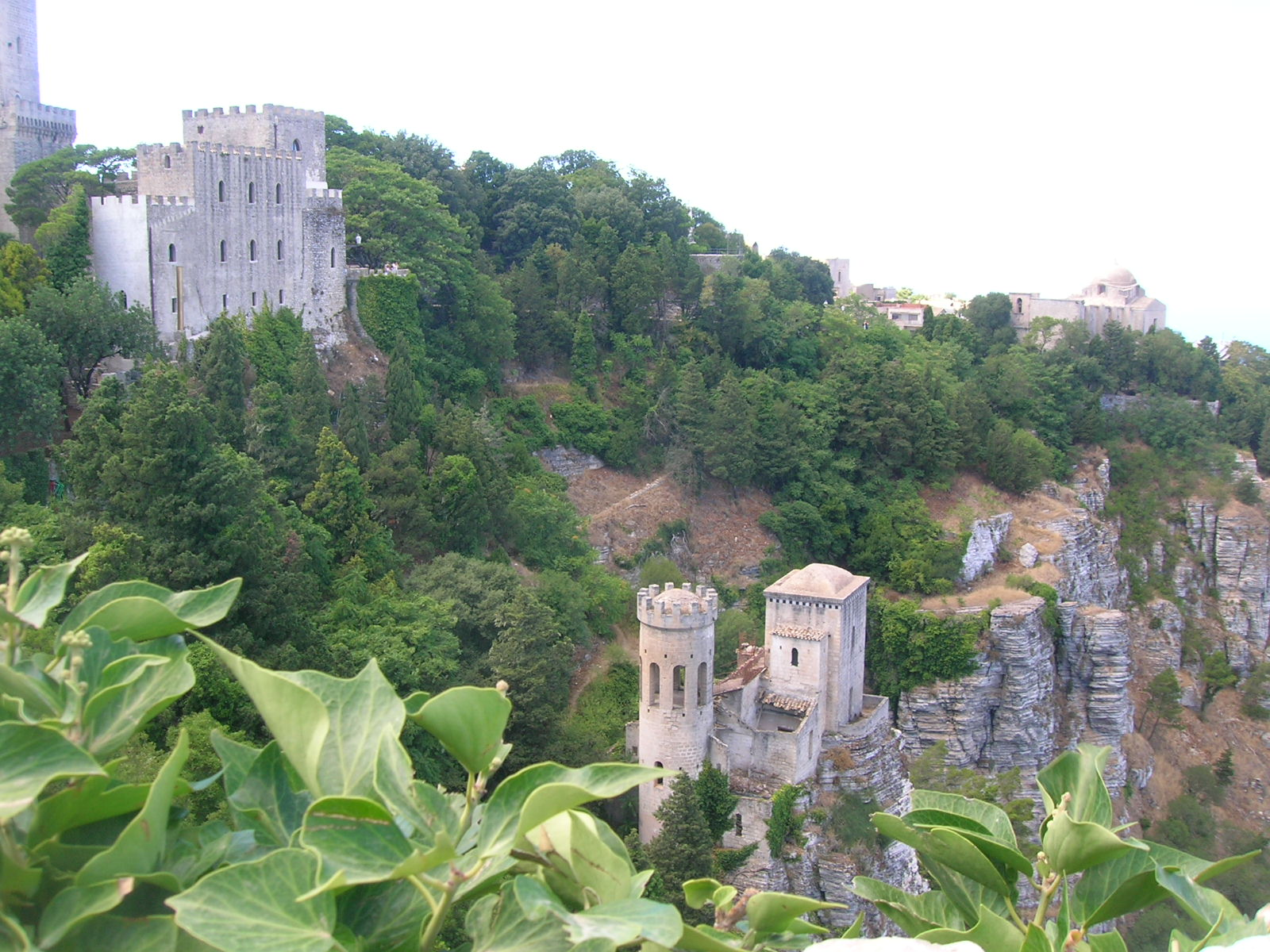
A Balio-kastély
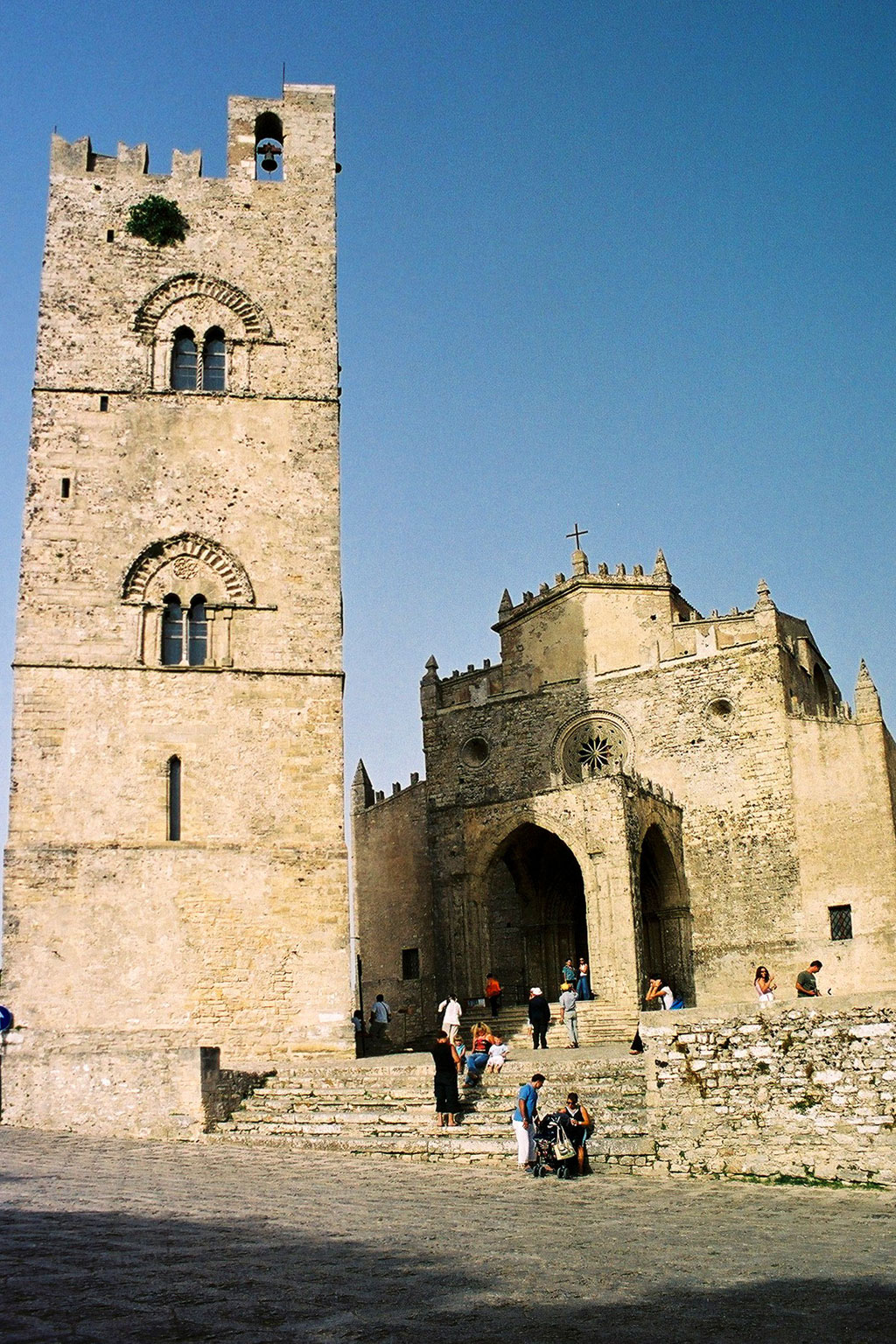
A dóm
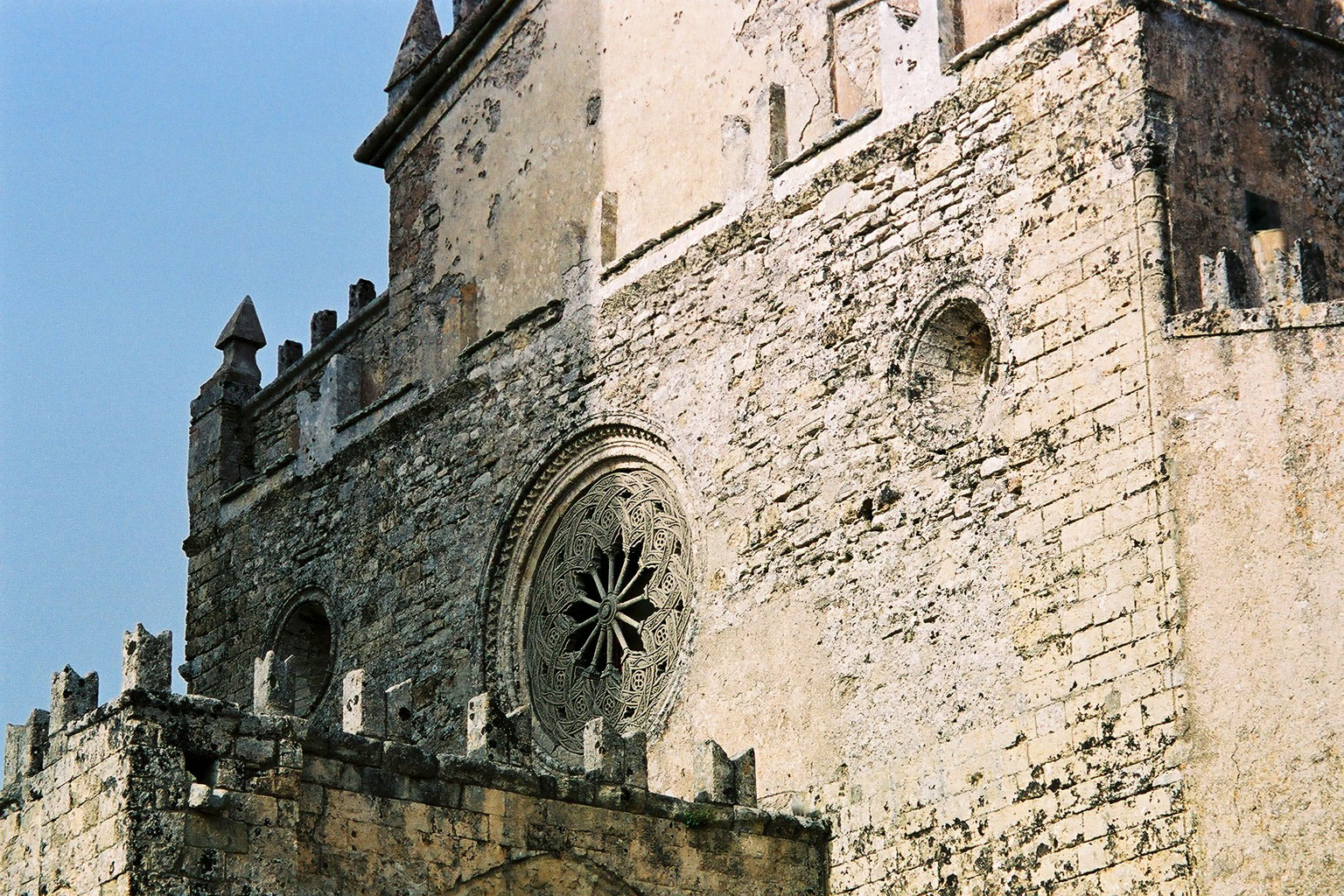
A dóm
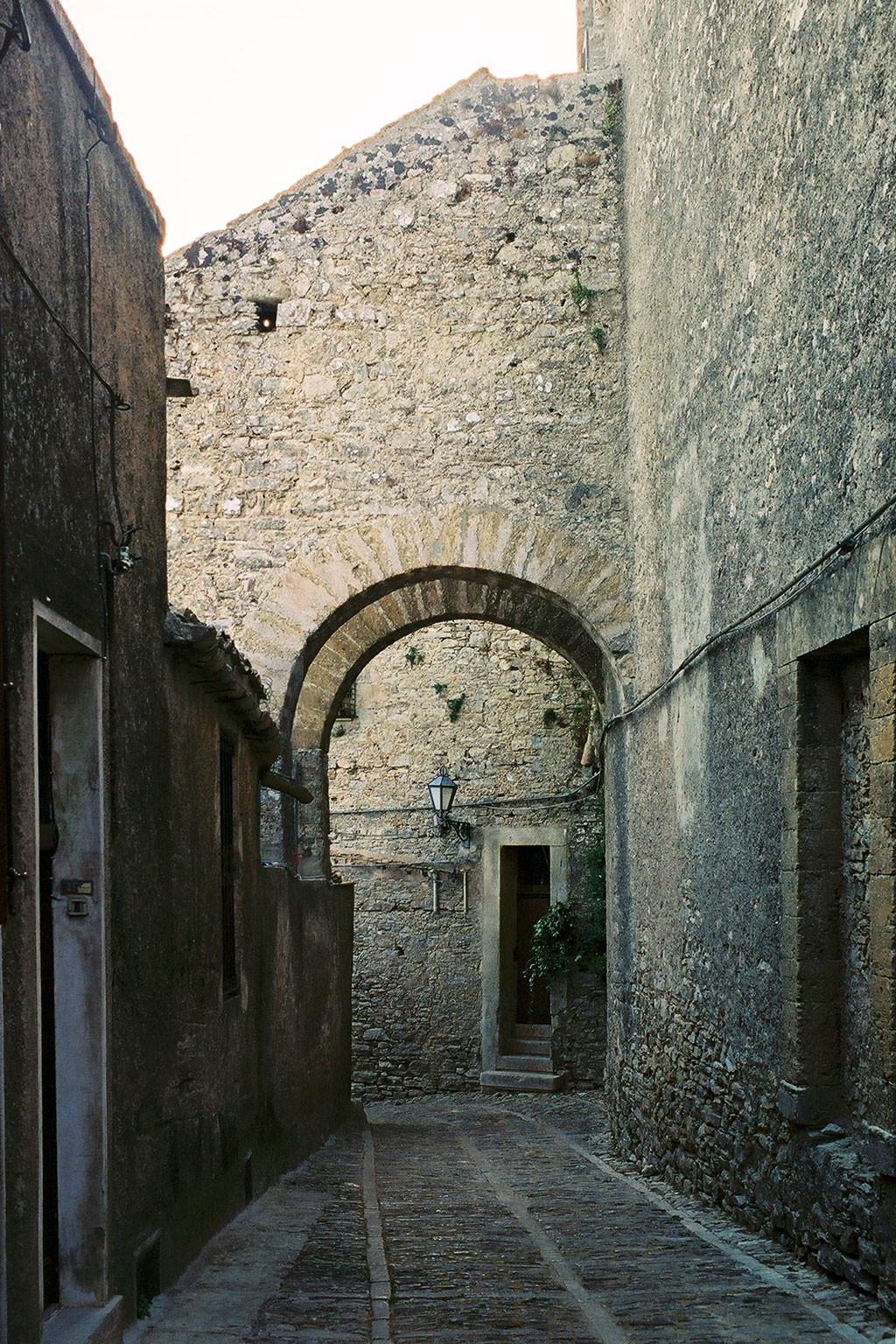
Sikátor
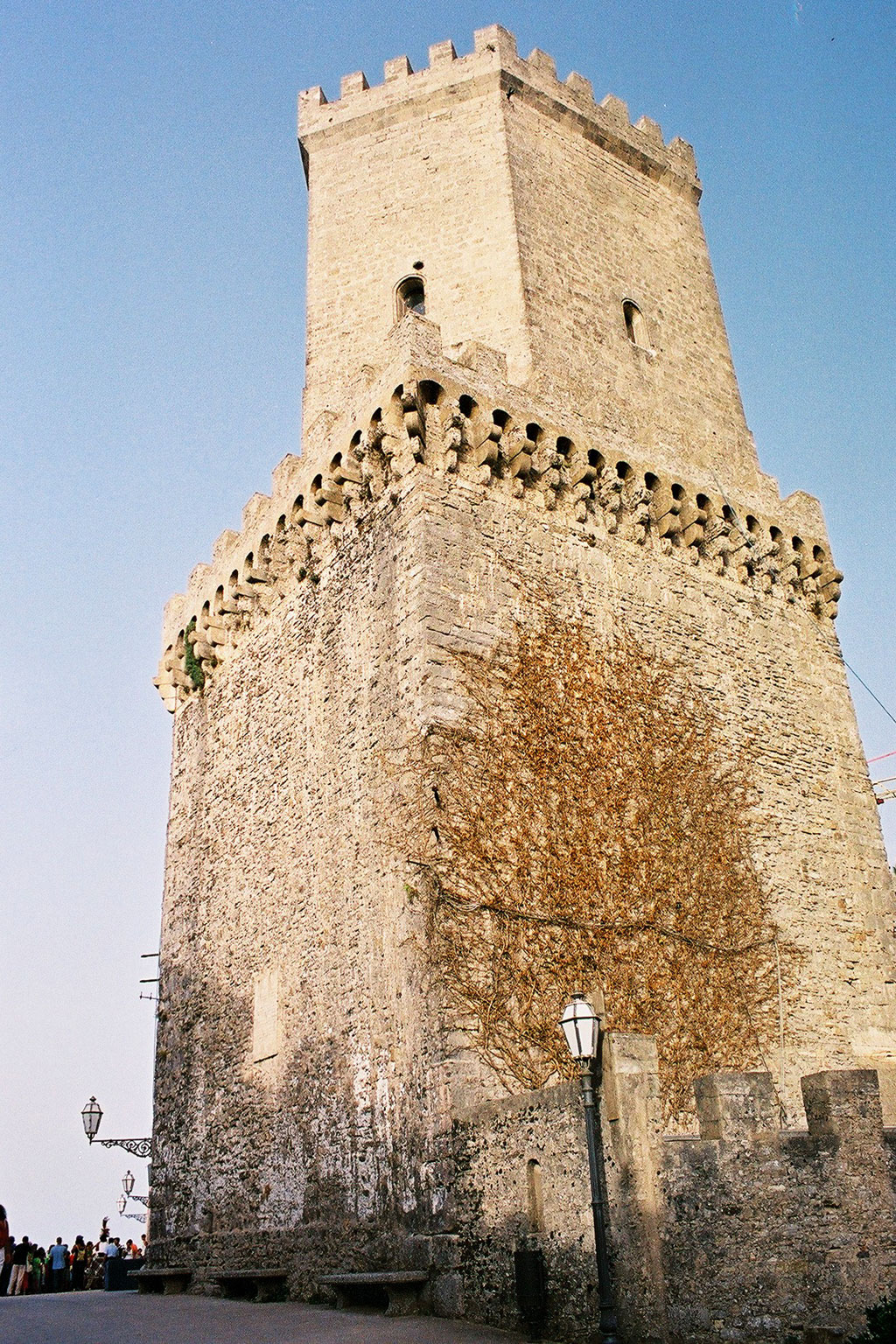
A Balio-kastély részlete
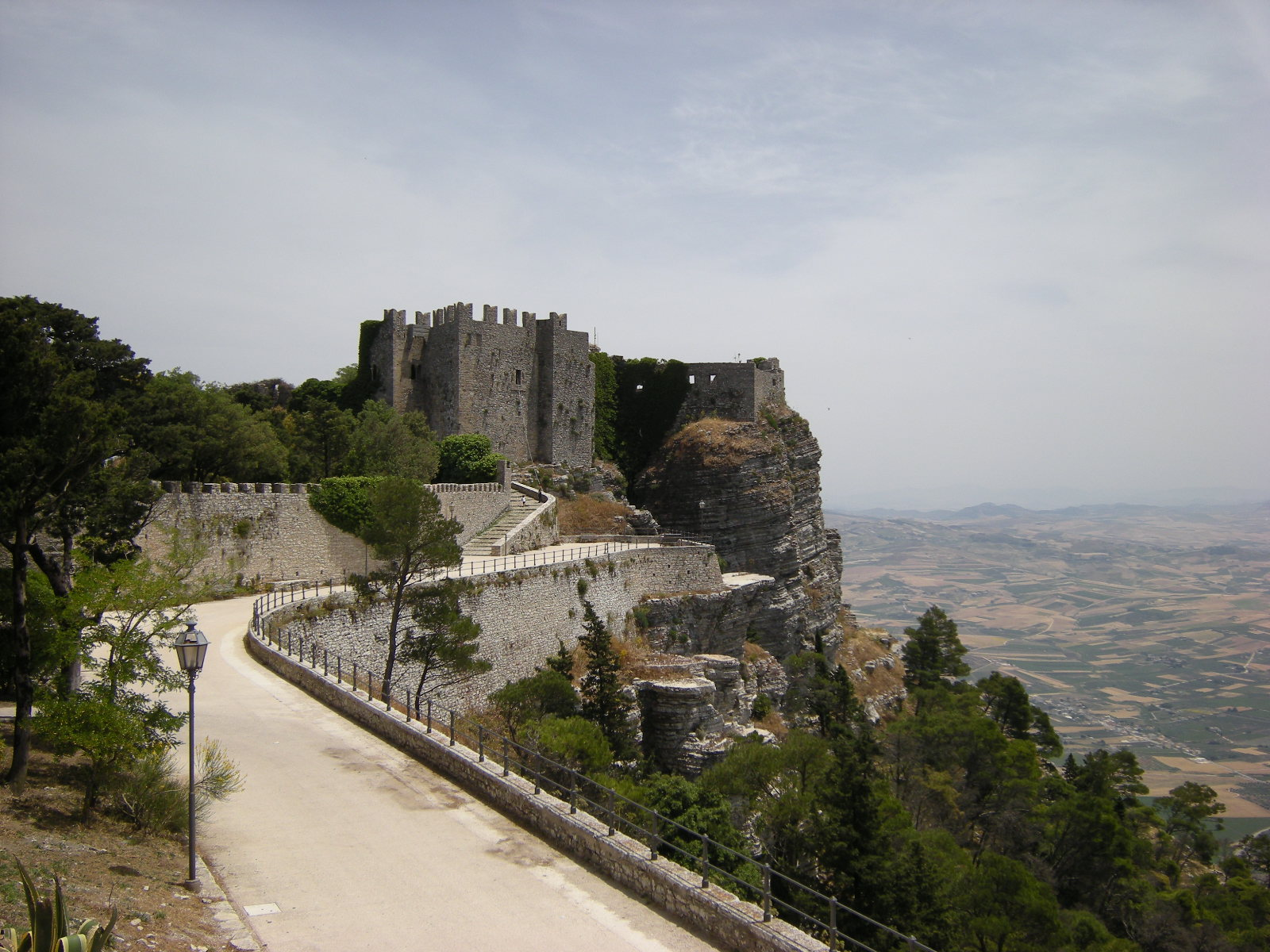
Vénusz kastélya
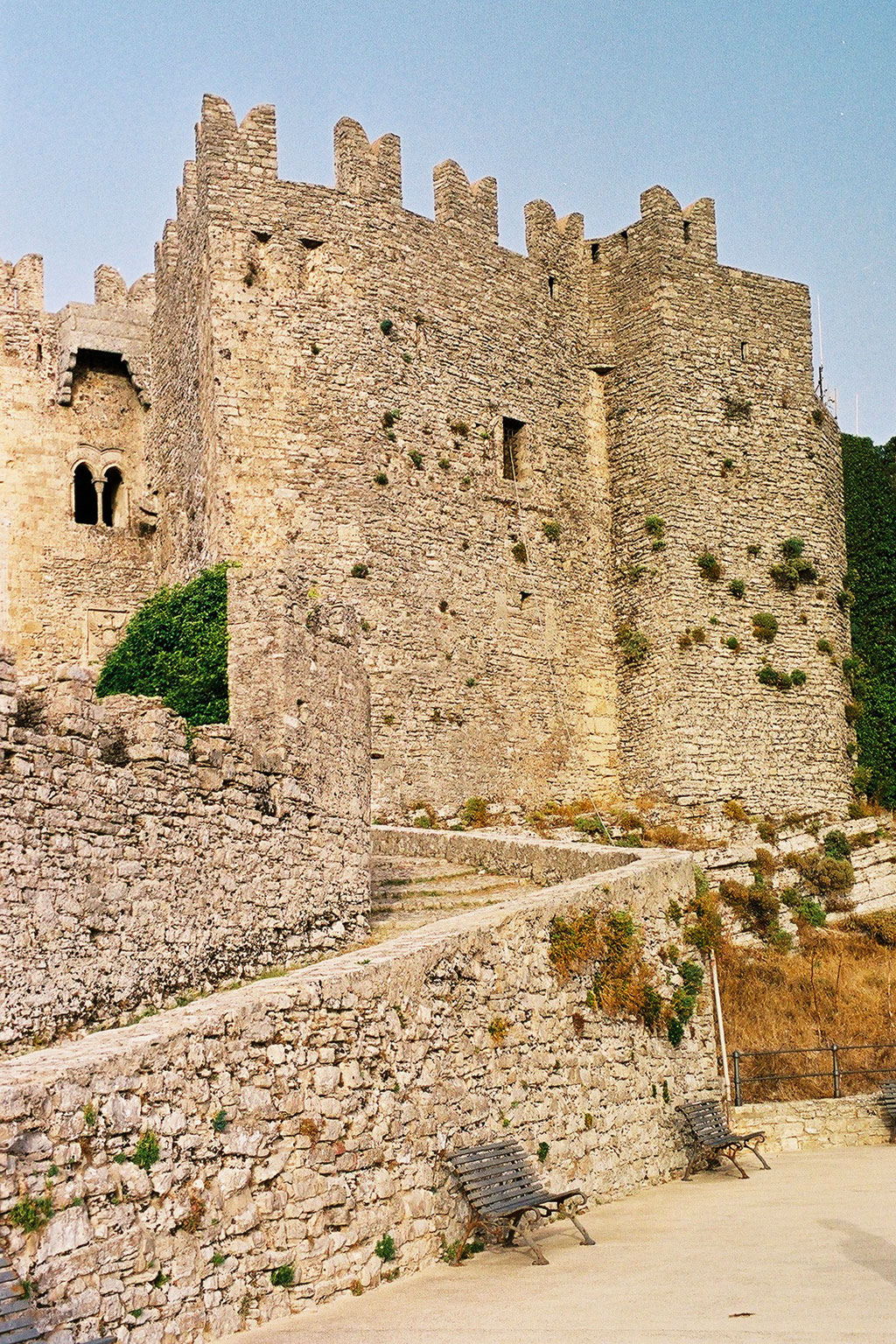
A Vénusz-kastély részlete
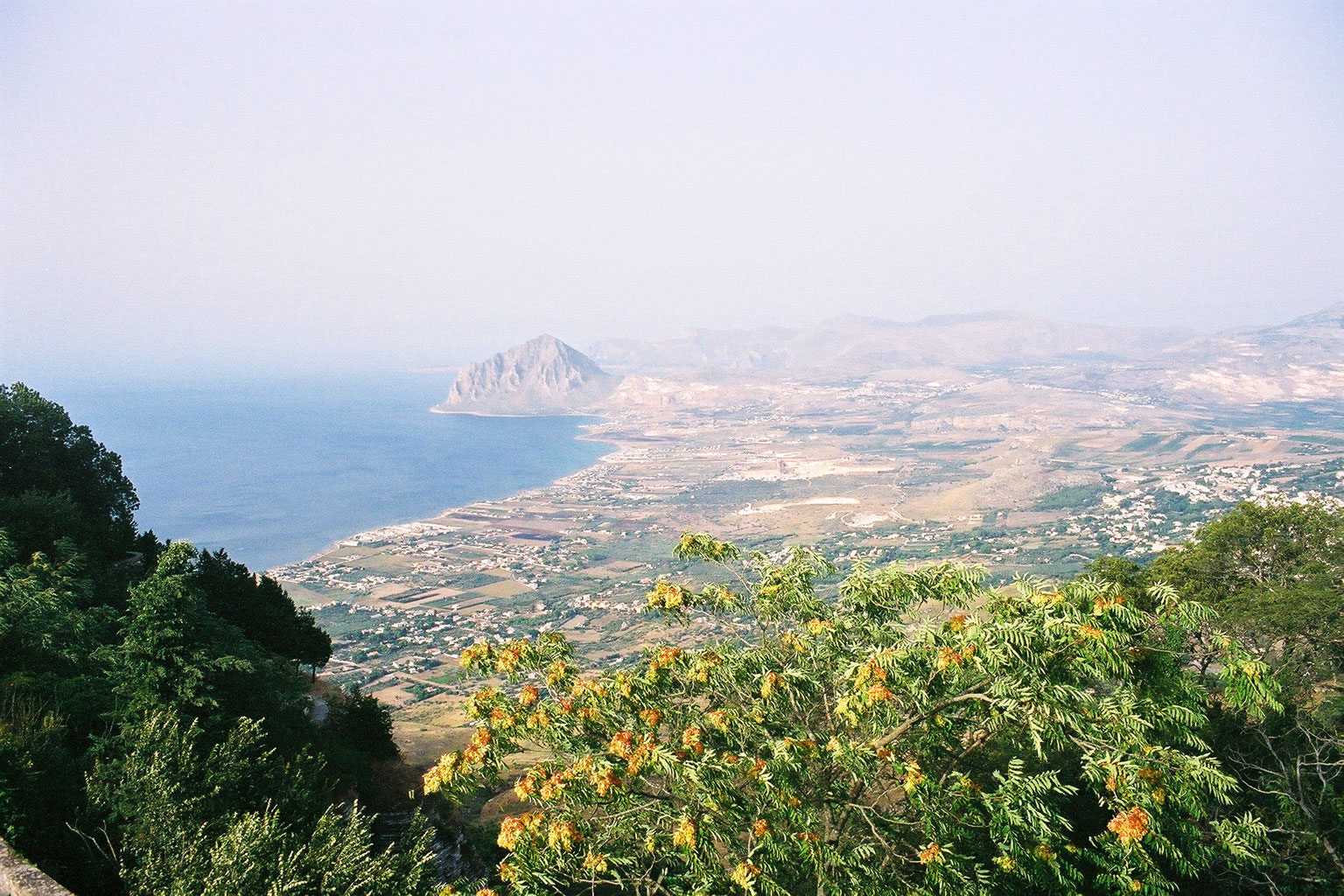
A Cofano-hegy
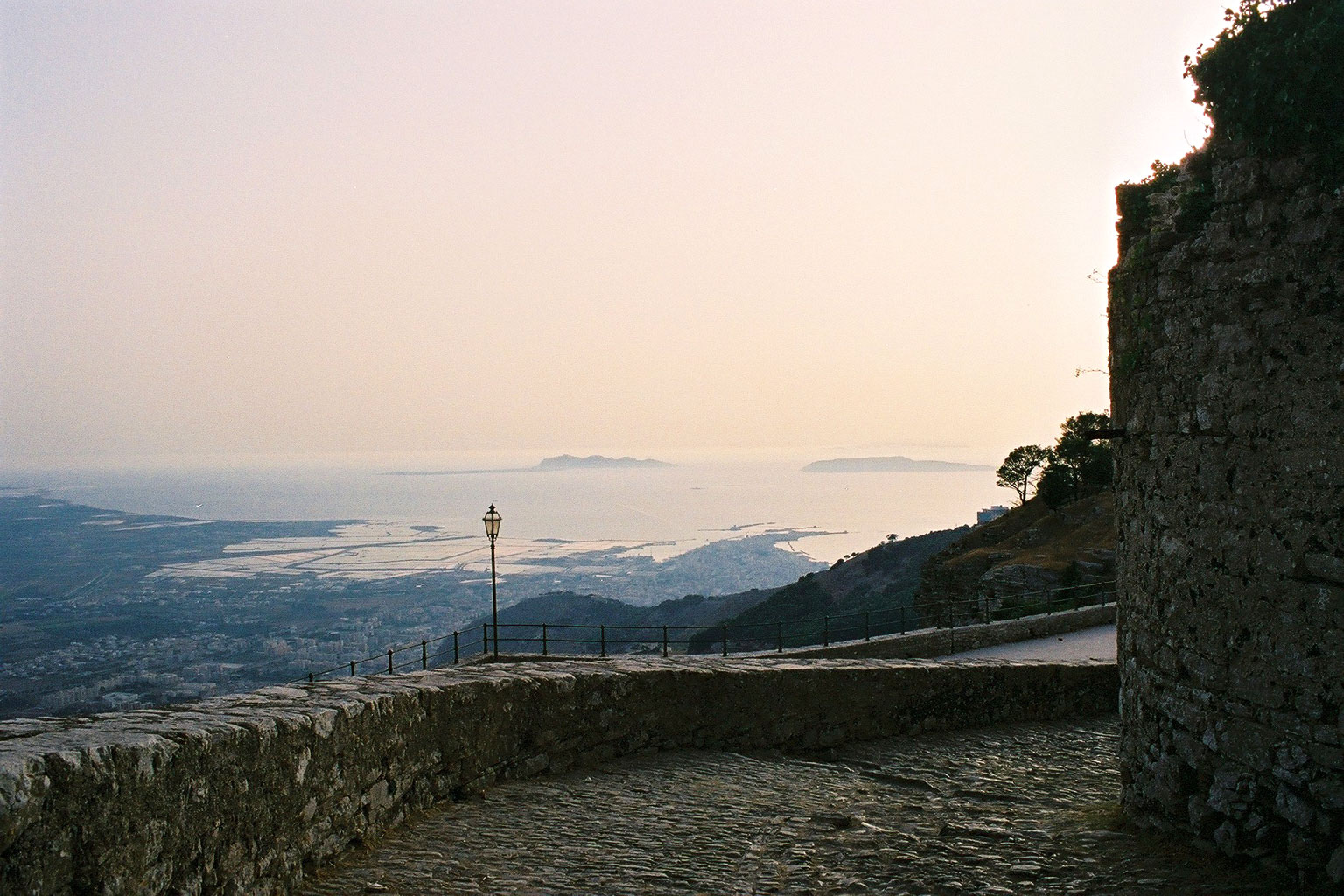
Trapani látképe a kastélyból

## Fordítás
Ez a szócikk részben vagy egészben  az   Erice című angol Wikipédia-szócikk fordításán alapul.  Az eredeti cikk szerkesztőit annak laptörténete sorolja fel. Ez a jelzés csupán a megfogalmazás eredetét és a szerzői jogokat jelzi, nem szolgál a cikkben szereplő információk forrásmegjelöléseként.